# Ceahlău Nationalpark
Ceahlău Nationalpark (rumænsk: Parcul Național Ceahlău) er en nationalpark (IUCN kategori II) i Ceahlău-bjergene i distriktet Neamț  i det nordøstlige Rumænien. Ceahlău Nationalpark dækker et område på 8.396 hektar.
Landskabet består af bjerge og skove i Ceahlău-massivet, med Toaca (1.904 moh.) og Ocolaşul Mare (1.907 moh.) som de højeste toppe.  Parken er hjemsted for en rig variation af flora og fauna, herunder Engblomme, edelweiss og orkideer som fruesko. Der er også adskillige dyrearter i parken, blandt andre  brun bjørn, ulv, hugorm, los og musvåge.

## Beskrivelse
Ceahlău Nationalpark blev udpeget ved lov nr. 5 af 5. marts 2000. Ceahlău Nationalpark er et beskyttet bjergområde med klippeformationer, skove, enge og græsgange i Østkarpaterne. 
De mest berømte klippeformationer er: Panaghia, Detunatele, Clăile lui Miron, Piatra Lăcrimată, Dochia, Piatra cu Apa, Turnul lui Ghedeon..

## Galleri
- Vandfaldet Duruitoarea
- Skovlandskab
- Skovlandskab
- Fruesko
- Ungarsk anemone